# 대전비래초등학교
대전비래초등학교는 대한민국 대전광역시 대덕구에 있는 공립 초등학교이다.

## 학교 연혁
- 2005. 03. 01 대전비래초등학교 29학급(1,026명) 개교
- 2007. 03. 01 교과부지정 다문화교육 연구학교 지정(2년)
- 2007. 11. 30 운동장 우레탄트랙 조성사업 완료
- 2010. 12. 27 인성교육 우수 브랜드 학교 선정
- 2011. 04. 01 대전시교육청지정 교원능력개발평가연구학교 지정(2년)
- 2011. 05. 30 운동장 스텐드지붕 설치사업 완료
- 2015. 02. 13 제10회 졸업식 (졸업생누계 1,672명)
- 2015. 03. 01 대전비래초등학교 33학급(특수학급 2학급 포함) 편성

## 참고 자료
- 대전비래초등학교 - 한국교육학술정보원 학교알리미